# Magozd
Magozd este o localitate din comuna Kobarid, Slovenia, cu o populație de 62 de locuitori.